# Groninger Gezinsbode
De Groninger Gezinsbode (vaak kortweg Gezinsbode genoemd) is een huis-aan-huisblad, gericht op de stad Groningen, dat één keer per week, op woensdag, verschijnt in Groningen en omliggende dorpen. De krant wordt uitgegeven door Mediahuis Noord en heeft een oplage van zo'n 125.000 stuks. De gemeente Groningen publiceert elke woensdag de stadsberichten in de Gezinsbode.

## Geschiedenis
Ebel Noorman, voormalig zetter van het Nieuwsblad van het Noorden, begon in 1951 met de Groninger Gezinsbode. Tot en met 1993 werd de Gezinsbode uitgegeven door Drukkerij Ebel Noorman NV, die op dat moment voor 50% in handen was van het toenmalige Nieuwsblad van het Noorden BV, ook uitgever van het stad-Groninger huis-aan-huisblad Loeks. Per 1 januari 1994 werd de Gezinsbode volledig eigendom van het Nieuwsblad. Na fusies in de Noord-Nederlandse krantenwereld werd de NDC Mediagroep, onderdeel van NDC VBK, per 1 april 2002 ook de uitgever van de Gezinsbode.   

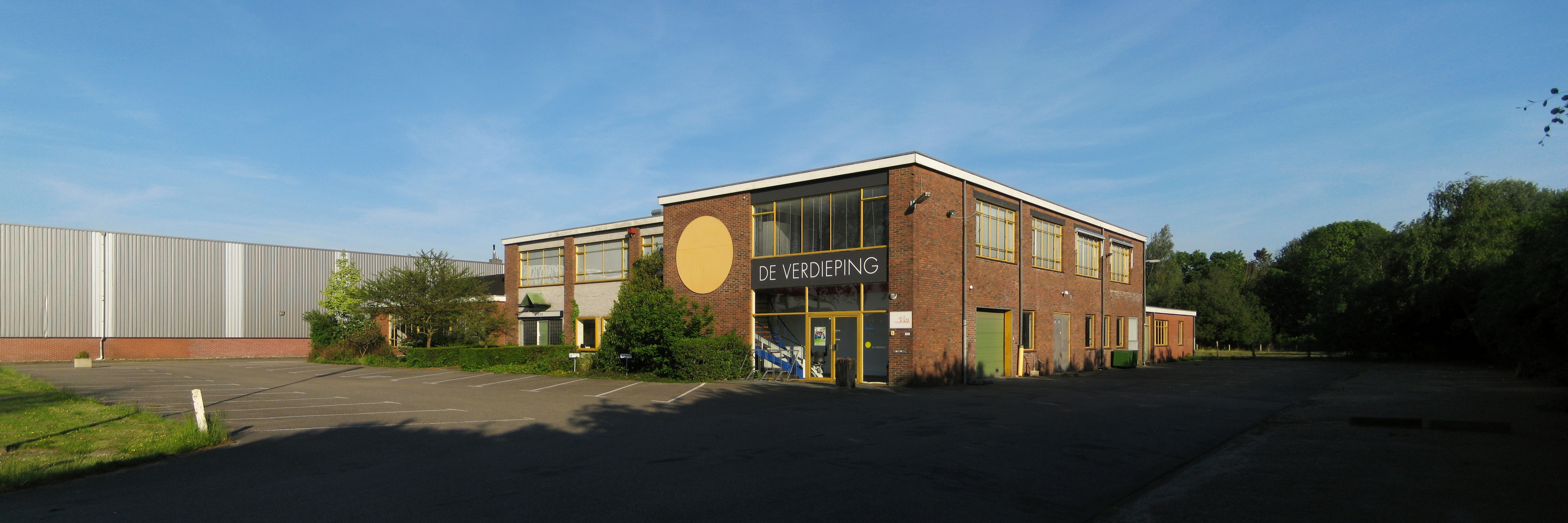
Het voormalige pand van Drukkerij Ebel Noorman aan de Peizerweg in Groningen, waar de Gezinsbode jarenlang werd gedrukt (2012)